# Sant Andreu de Salardú
Sant Andreu de Salardú (en aranès, Sant Andrèu; en occità, Sant Andrieu) és una església romànica de transició del segle xii i xiii, situat a la part alta, en una terrassa tancada per un mur, de Salardú al municipi de Naut Aran a la Vall d'Aran. Alberga la talla del Crist de Salardú, una de les obres més representatives del romànic aranès.

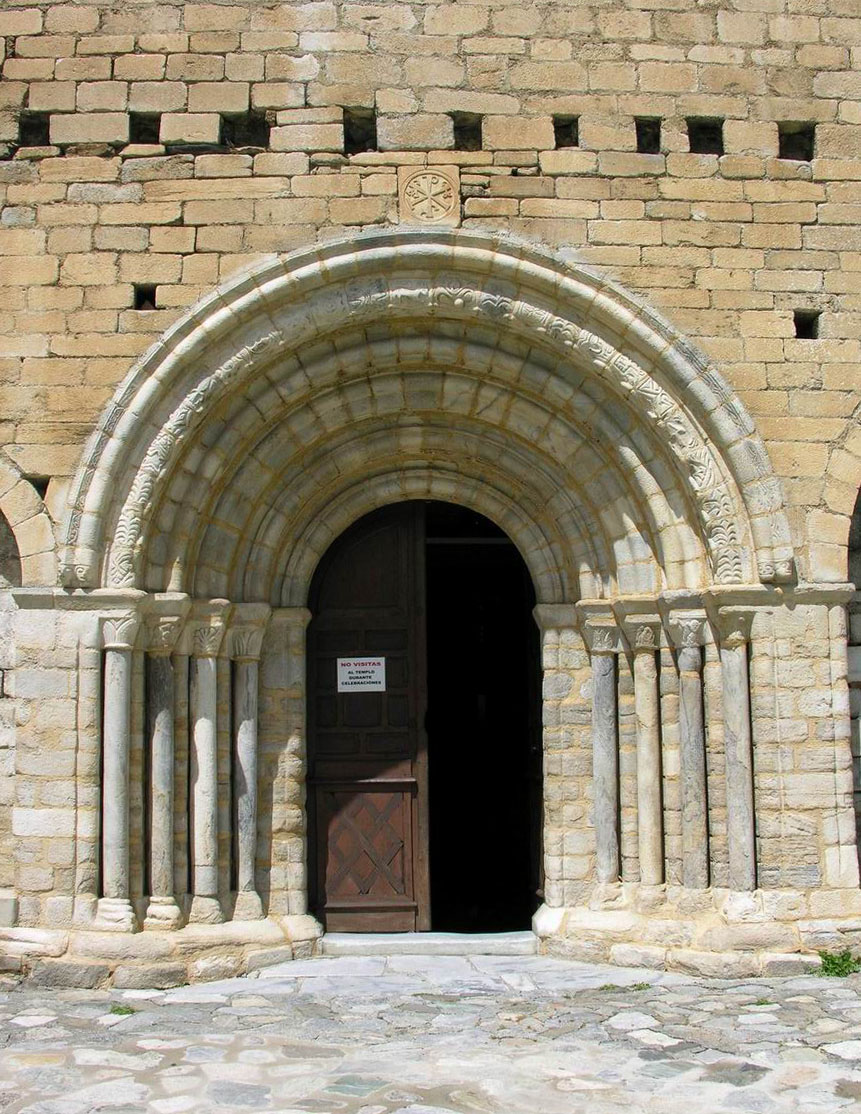
Portal amb arquivoltes

És un edifici de tres naus, la central coberta amb volta per aresta que descansa sobre pilars cruciformes, i les laterals amb volta de quart de cercle, reforçada per robusts contraforts. La capçalera és formada per tres absis semicirculars, decorats exteriorment amb un seguit de permòdols esculpits que ressegueixen també la cornisa de la nau.
La portada, romànica, al mur de migdia, és formada per cinc arquivoltes en degradació que descansen, la primera, sobre dos permòdols amb capets humans esculturals, i la resta sobre quatre columnes per banda, de fust llis i capitells decorats amb flors i motius geomètrics. Just a sobre del guardapols de la portalada hi ha un crismó que conté els típics elements iconogràfics, però presenta certes peculiaritats respecte als crismons d'altres esglésies araneses; l'alfa, l'omega i la S (Sant Pau) estan solucionades de manera diferent i són més elaborades; el pal de la T no roman incorporat en el pal inferior de la P sinó formant part d'un dels braços de la X.
La façana és situada a la nau de l'epístola, a migdia. Està aparellada amb petits carreus i està reforçada per un gruixut contrafort. La finestra de migdia. Consta de triple arquivolta apuntada sostinguda per columnes de fust llarg i petits capitells decorats amb fullatges i entrellaçats. L'arquivolta exterior és l'única decorada amb dibuixos geomètrics. El capitell de l'antic pòrtic ocupava la part central de la façana de migdia de l'església, aproximadament a dos terços d'altura es poden encara veure les obertures que servien de suport de les bigues que formaven la coberta. En el mur i a l'esquerra de la porta s'obren dues arcades cegues simètriques, unides per una columna central monolítica exempta, rematada per un capitell, ben treballat, decorats amb ocells que tenen als caps fruits i porten en els becs un animal. L'arquitrau està decorat amb serps i rosetes.
A la façana nord-oest de l'església hi ha una fornícula excavada a darrere d'una de les columnes del costat nord i inserida dins d'un arc de mig punt tancat a la part inferior per una llinda. Sota d'aquesta llinda hi ha encastada una pedra amb símbols esculpits en baix relleu; aquests símbols consisteixen en una creu grega dins d'una esfera; al mig un motiu ornamental en forma de vas amb un braç al centre; i en l'altre extrem un símbol estel·lar o solar de sis puntes també inserida dins d'un cercle. És possible que es tractés d'una pica beneitera per la seva ubicació just a l'altre extrem de l'entrada.

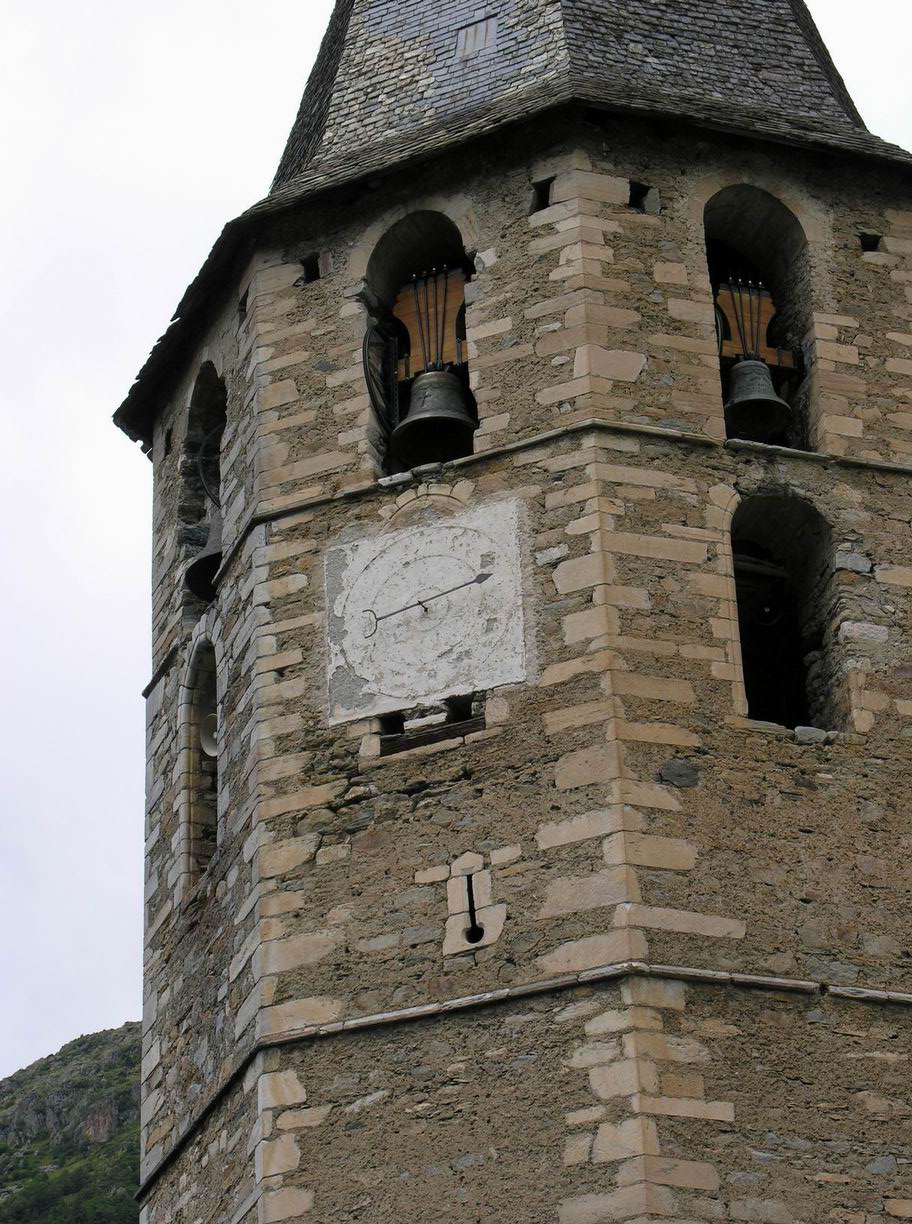
Detall del campanar

El campanar és octogonal i afegit, de dos pisos (segle xv), forma un cos a part de l'angle sud-oest, és molt esvelt i està proveït de sageteres que li donen un caràcter defensiu. La capçalera està formada per tres absis semicirculars ornats amb permòdols i coronada per un campanar de cadireta.
A l'interior es conserva un dels exemplars més interessants d'escultura romànica, la talla del Crist o Majestat de Salardú (segle xiii), de fusta policromada. Presideix l'altar major, amb pintures al fresc restaurades recentment. És obra del mateix autor del Crist de Mijaran.

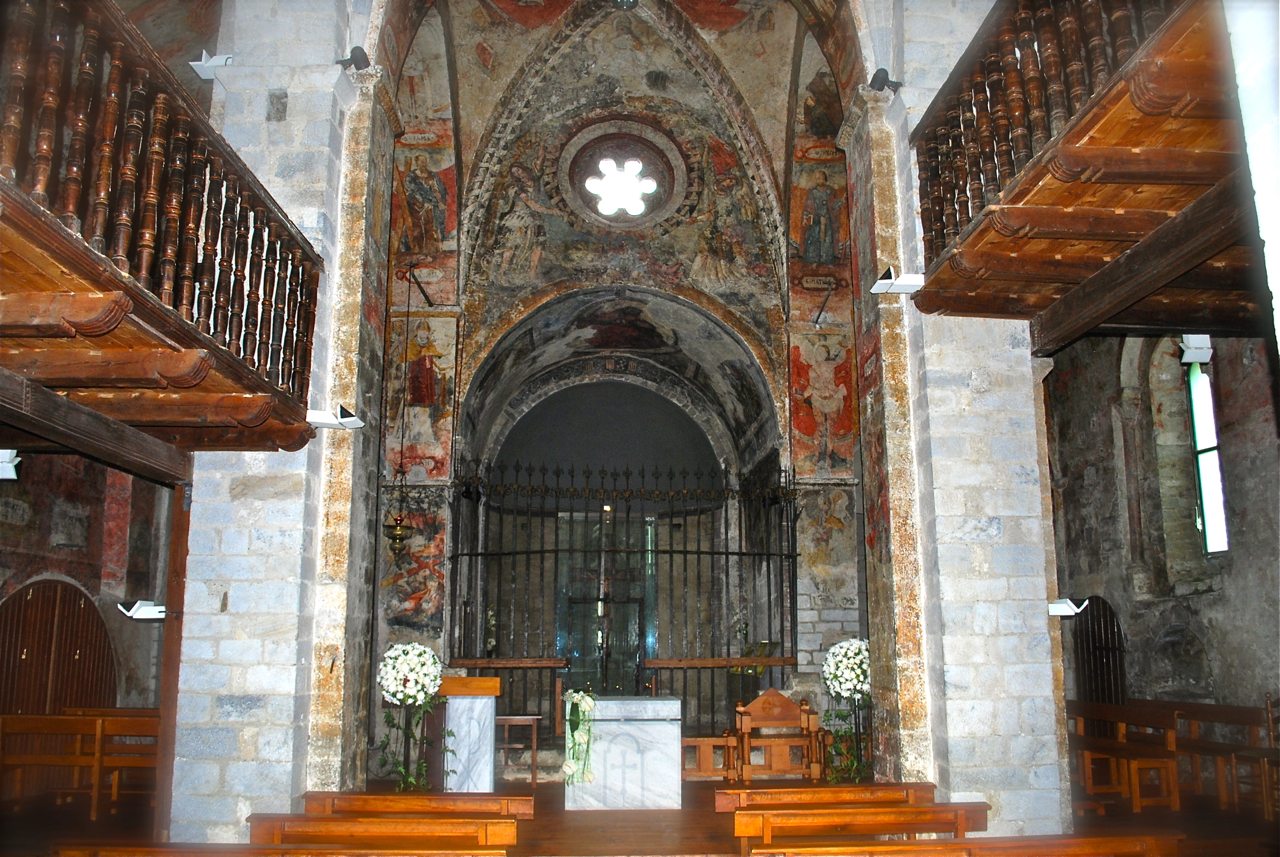
Interior

Es conserven pintures murals, unes que representen Les Virtuts, del segle xvi, estan situades a la nau de l'evangeli. Les altres, representant els símbols dels evangelistes, es troben a la capella del costat de l'evangeli i van ser realitzades al segle xix. Cal esmentar també una pica baptismal d'immersió, preromànica (segles IX-X), que es troba encastada al mur de ponent sota un finestral gòtic (segle xiii). Només es veu la cara frontal, que té decoracions de semiesferes als costats d'una estranya i ampla creu grega. Cal ressenyar també la reixa de ferro, forjada el 1597, que separa l'absis principal de la nau. Està feta de travessers rematats per espigues acabades en punxa. La porta està molt ben treballada, amb una mena de filigrana amb volutes.